# Ventosa (Alenquer)
Ventosa es una freguesia portuguesa del concelho de Alenquer, con 22,10 km² de área y 2217 habitantes (2001). Densidad de población: 100,3 hab/km².